# Paris 13 Atletico
Paris 13 Atletico ist ein französischer Fußballverein aus dem 13. Arrondissement der Hauptstadt Paris.

## Geschichte
Der Verein wurde 1968 als FC Gobelins gegründet. Nach einer Fusion mit Stade Olympique de Paris wurde er im Jahr 2012 in FC Gobelins Paris 13 umbenannt. Im Juni 2020 verkündete der Klub, dass er sich in Paris 13 Atletico umbenennen werde, um seine hauptstädtische Identität zu bekräftigen.
Im Sommer 2017 stieg man erstmals in der Vereinsgeschichte in eine überregionale Spielklasse auf. Ab 2020 spielte der Verein in der viertklassigen National 2 und konnte schon zwei Jahre später den Aufstieg in die Drittklassigkeit feiern. Dort stieg man als Tabellenvorletzter sofort wieder ab, jedoch gelang zur Saison 2024/25 der direkte Wiederaufstieg in die National 1. 

## Stadion
Seine Heimspiele trägt der Verein im 2.000 Zuschauer fassenden Stade Boutroux aus. Es verfügt über einen Kunstrasenplatz mit kleiner Sitzplatztribüne.

## Bekannte Spieler
- Ulrick Eneme-Ella
- Steve Mvoué
- Anatole Ngamukol
- Lalaïna Nomenjanahary
- Ambroise Oyongo
- Germain Sanou